# ティーンエイジ・ファンクラブ
ティーンエイジ・ファンクラブ (Teenage Fanclub) は、スコットランドはグラスゴー出身のオルタナティヴ・ロックバンドである。略称は『TFC』。

## メンバー

### 現メンバー
- ノーマン・ブレイク (Norman Blake) ヴォーカル/ギター
- レイモンド・マッギンリー (Raymond McGinley) ヴォーカル/ギター
- フランシス・マクドナルド (Francis MacDonald) ドラム
- デイヴ・マッゴーワン (Dave McGowan) ベース/ヴォーカル
- ユーロス・チャイルズ (Euros Childs) キーボード/ヴォーカル
  - ノーマン、レイモンド、ジェラード(2018年脱退)の3人はそれぞれマルチプレイヤーであり、ギターやベースなどパートをシャッフルすることも多い。
  - また、上記の3人全員がソングライターを務め、基本的に作曲者がその曲のボーカルをとっている。初期はほとんどの曲をノーマンが作曲していた。

### 旧メンバー
- ジェラード・ラヴ (Gerard Love) ヴォーカル/ベース
- ブレンダン・オヘア (Brendan O'Hare) ドラム
- ポール・クイン (Paul Quinn) ドラム

## 来歴
1980年代後半にノーマン・ブレイク、レイモンド・マッギンリー、フランシス・マクドナルドの3人で組んでいた前身のバンド、ザ・ボーイ・ヘアドレッサーズ (The Boy Hairdressers) を経て1989年、スコットランド・グラスゴーにて結成。
ザ・ボーイ・ヘアドレッサーズ時代には53rd&3rdレーベルからシングルを発売している。そこにレーベルを設立したザ・パステルズでドラムを担当していたフランシス・マクドナルドが加入。スティーブン・パステルの紹介でペイパー・ハウス・レコードから『カソリック・エデュケイション』を発表する(アメリカではマタドール・レコードよりリリース)。このアルバムが評判となりクリエイション・レコーズと正式に契約。フランシス・マクドナルドはレコーディング中に脱退しドラマーは途中からブレンダン・オヘアが加入。
1991年、ドン・フレミングがプロデュースを手がけたセカンドアルバム『バンドワゴネスク』発表。ニルヴァーナの世界的メガヒットによるオルタナティブ・ブームの潮流の中でスコットランドのインディーズバンドとして知名度が上がり始め、アメリカ盤をゲフィン・レコード傘下のDGCレコードから出していたティーンエイジ・ファンクラブもその余波を受ける。
1993年、『サーティーン』発表。ブレンダン・オヘアが脱退。
1994年、初来日公演。
1995年、コンピレーション『ディープ・フライド・ファンクラブ』発売。元スープ・ドラゴンズのポール・クインが加入し『グランプリ』発表。来日公演。
1997年、『ソングス・フロム・ノーザン・ブリテン』発表。来日公演。
2000年、『ハウディ!』発表。ポール・クインが同アルバムのドラムパートのレコーディング終了をもって脱退し、フランシス・マクドナルドが再加入。所属していたクリエイション・レコーズが1999年に閉鎖したため、同アルバムはクリエイションの親会社であったソニー系列のコロムビア・レコードから発売された。サマーソニック00に参加。
2002年、ベストアルバム『ヒット大全集』発売。
2003年、来日公演。
2005年、ジョン・マッケンタイア（トータス、ザ・シー・アンド・ケイク）がプロデュースを手がけたアルバム『マン・メイド』を発表。同アルバムはヨーロッパでは自身のレーベル、ペマ(PeMa)よりリリースされ（流通はPIAS）、アメリカではマージ・レコードよりリリースされた。サマーソニック05に参加。
2009年、サマーソニック09に参加。
2010年、『シャドウズ』を発表。サポートメンバーだったデイヴ・マッゴーワンが正式加入。
2018年、ジェラード・ラヴがツアー計画に関しての意見の相違により脱退。
2019年、元ゴーキーズ・ザイゴティック・マンキのユーロス・チャイルズが加入。

## ディスコグラフィ

### スタジオ・アルバム
- カソリック・エデュケイション - A Catholic Education（1990年）
- バンドワゴネスク - Bandwagonesque（1991年）　全英22位、全米137位
- サーティーン - Thirteen （1993年）　全英14位
- グランプリ - Grand Prix （1995年）　全英7位
- ソングス・フロム・ノーザン・ブリテン - Songs from Northern Britain （1997年）　全英3位
- ハウディ! - Howdy!（2000年）　全英33位
- 英知と希望の詩 - Words Of Wisdom And Hope（2002年） (ジャド・フェアーとの共作)
- マン・メイド - Man-Made（2005年）　全英34位
- シャドウズ - Shadows（2010年）　全英30位
- ヒア - Here (2016年)　全英10位
- エンドレス・アーケード - Endless Arcade (2021年)　全英11位
- ナッシング・ラスツ・フォーエヴァー - Nothing Lasts Forever (2023年)　全英30位

### コンピレーション・アルバム
- ザ・キング - THE KING（1991年）　全英53位
- ディープ・フライド・ファンクラブ - Deep Fried Fanclub（1995年）
- ヒット大全集 - Four Thousand Seven Hundred and Sixty-Six Seconds: A Short Cut to Teenage Fanclub （2002年）　全英47位

### シングル
- エヴリシング・フローズ - Everything Flows（1990年）
- エヴリバディズ・フール - Everybody's Fool（1990年）
- ザ・バラッド・オブ・ジョン・アンド・ヨーコ - The Ballad of John & Yoko（1990年） (ビートルズのカバー)
- ゴッド・ノウズ・イッツ・トゥルー - God Knows It's True（1990年）
- スター・サイン - Star Sign（1991年）
- ザ・コンセプト - The Concept（1991年）
- ザ・ピール・セッションズ - The Peel Sessions（1991年）
- ホワット・ユー・ドゥ・トゥ・ミー - What You Do To Me（1992年）
- フリー・アゲイン / バッド・シード - Free Again / Bad Seed（1992年）
- ラジオ - Radio（1993年）
- ノーマン3 - Norman 3（1993年）
- ハング・オン - Hang On（1994年）
- フォーリン - Fallin'（1993年） (映画「ジャッジメント・ナイト」挿入曲。デ・ラ・ソウルとの共作)
- メロウ・ダウト - Mellow Doubt（1995年）
- ニール・ユング - Neil Jung（1995年）
- ハヴ・ロスト・イット - Have Lost It（1997年）
- エイント・ザット・イナフ - Ain't That Enough（1997年）
- アイ・ドント・ウォント・コントロール・オブ・ユー - I Don't Want Control of You（1997年）
- スタート・アゲイン - Start Again（1997年）
- ロング・ショット - Long Shot（1998年）
- アイ・ニード・ディレクション - I Need Direction（2000年）
- ダム・ダム・ダム - Dumb Dumb Dumb（2001年）
- ニア・トゥ・ユー - Near to You（2002年） (ジャド・フェアーとの共作)
- ディドゥ・アイ・セイ - Did I Say（2002年）
- アソシエイション - Association（2004年） (インターナショナル・エアポートとの共作)
- フォールン・リーヴス - Fallen Leaves (2005年）
- イッツ・オール・イン・マイ・マインド - It's All In My Mind (2005年）
- ベイビー・リー - Baby Lee (2010年）